# Billy Bathgate - A scuola di gangster
Billy Bathgate - A scuola di gangster (Billy Bathgate) è un film del 1991 diretto da Robert Benton, la cui sceneggiatura è liberamente tratta da un romanzo di E. L. Doctorow, il quale prese le distanze dal film.
È la storia romanzata del gangster ebreo Dutch Schultz, nella New York degli anni trenta, raccontata dal punto di vista di Billy Bathgate.

## Trama
New York, anni '30. Billy Bathgate è un giovanissimo e povero ragazzo di origini irlandesi che vive nel Bronx con la madre lavandaia. Un giorno conosce il gangster ebreo Dutch Schultz, che lo accetta facendolo entrare nel mondo del crimine lavorando per lui. Billy inizia facendo delle umili faccende al socio in affari Otto Berman.
Intanto Dutch è impegnato in un processo in tribunale; Billy scopre che il socio Bo Weinberg sta tradendo Dutch e glielo riferisce: Dutch decide di uccidere Bo, che inoltre frequenta la bellissima Drew Preston, collega di Schultz e allo stesso tempo infelicemente sposata. Gli scagnozzi di Schultz uccidono Bo affogandolo.
A Billy viene affidato il compito di proteggere Drew, ma conoscendola, Billy si innamora di lei e hanno diversi rapporti sessuali in segreto. Schultz lo scopre e ordina di uccidere la donna; Billy, per proteggerla, è costretto a rinunciare a lei riportandola tra le braccia del marito.
Schultz intanto viene assolto in tribunale e Billy gli rivela che Bo lavorava per Lucky Luciano. Otto capisce che la loro vita è in pericolo, e licenzia Billy. Non appena Billy esce dal locale, un gruppo di mafiosi mandati da Lucky Luciano lo cattura e uccide a colpi di pistola tutti, tra cui Schultz e Otto.
Billy è molto stimato e benvoluto da Lucky, che gli risparmia la vita e lo costringe a lasciare la mafia per sempre.

## Riconoscimenti
- 1992 - Golden Globe
  - Nomination Migliore attrice non protagonista a Nicole Kidman
- 1991 - New York Film Critics Circle Awards
  - Nomination Miglior attore non protagonista a Steven Hill
- 1992 - National Society of Film Critics Awards
  - Nomination Miglior attore non protagonista a Steven Hill